# Famille von Schönburg auf Wesel
Pour les articles homonymes, voir Schönburg (homonymie).
 (novembre 2024).
La famille von Schönburg auf Wesel, également sous les formes Schönberg auf Wesel, Schonenberg, Schomberg, Schonburg, est une ancienne famille noble rhénane qui s'est élevée du rang de ministre impérial au rang de seigneur et, au début du XVIIe siècle, au rang de comte impérial. Une lignée reçut la dignité de duc français en 1674 et peu après celle de duc anglais.
Le siège familial était Schönburg près d'Oberwesel sur le Rhin construit au XIIe siècle.
La famille ne doit pas être confondue avec les comtes et princes de Schönburg (famille noble saxonne-thuringienne) et le Saxon von Schönberg (qui avait également une lignée française nommée Schomberg).

## Histoire

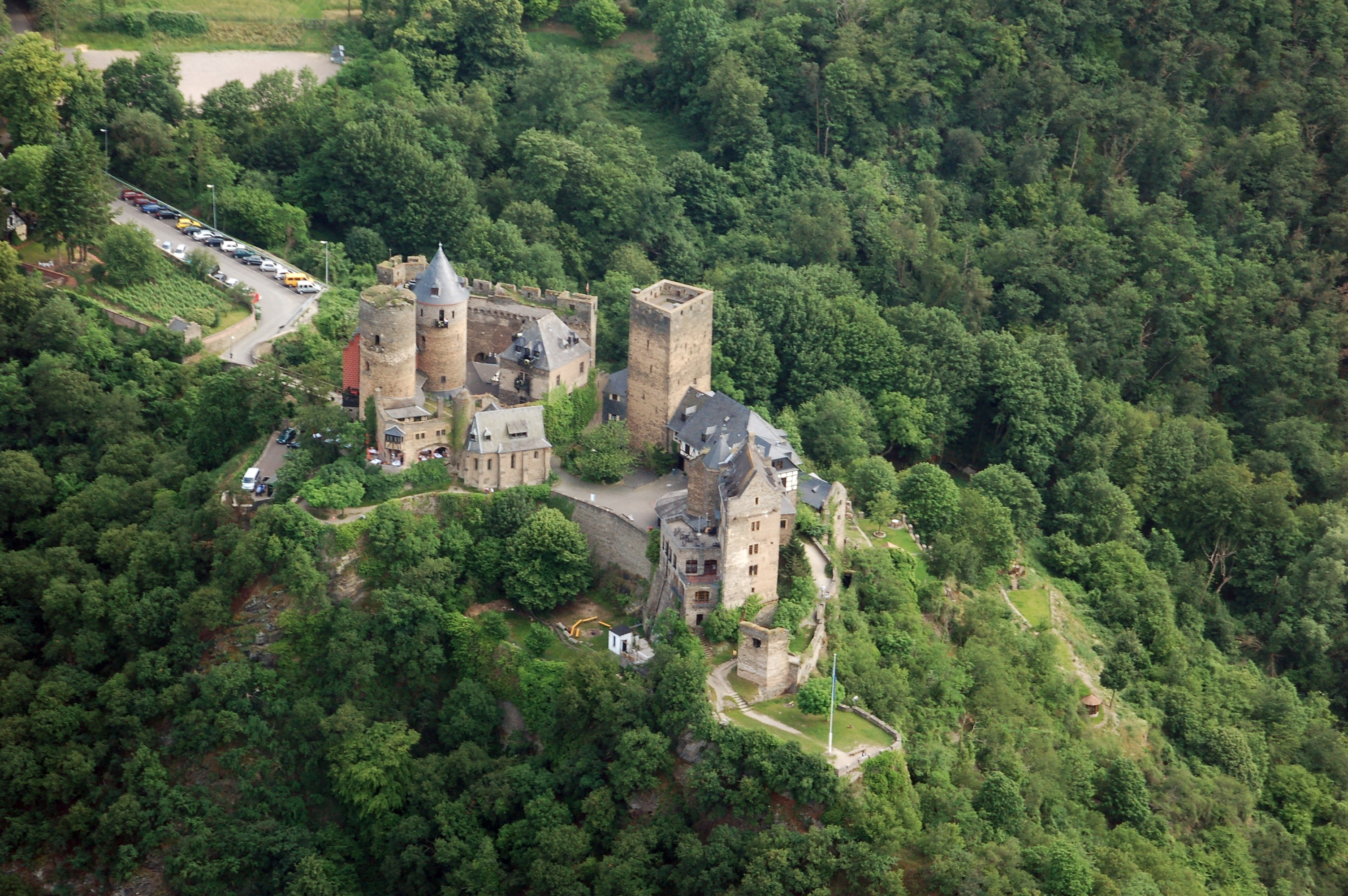
Le Schönburg près d'Oberwesel au Rhin moyen

La famille apparaît pour la première fois dans des documents avec Otto von Schönburg en 1159. Il existe des preuves d'un Otto von Schönburg au début du XIIIe siècle.
Au XIIIe siècle, deux familles se distinguent par leurs armoiries. La première avait 6 écus (3:2:1), la seconde avait un écu central dans les armoiries. Au XVIe siècle, la famille aux 6 écus s'éteint. Adam von Schöneberg, issu de la famille à l'écu du milieu, hérite de la propriété et des armoiries.
Les chevaliers de Schönburg sont venus à Schönburg près d'Oberwesel, construit dans la première moitié du XIIe siècle, en tant que fonctionnaires administratifs (en allemand : Reichsministeriale). Les seigneurs féodaux ont changé : L'archevêque de Magdebourg, l'empereur et, à partir du XIVe siècle, l'archevêque de Trèves. Depuis le milieu du XIIIe siècle, la famille s'est divisée en différentes lignées, qui vivaient toutes au château en même temps, la propriété se transmettant par héritage au fil des générations. Au plus tard au XIVe siècle, le complexe du Ganerbenburg fut agrandi avec trois pièces d'habitation séparées et trois donjons. Une liste de noms de 1340 répertorie 95 copropriétaires du château, même si tous n'habitaient pas dans le château. Comme la plupart des châteaux de la vallée du Haut-Rhin moyen, le Schönburg a été détruit par les Français lors de la guerre de succession du Palatinat en 1689. Le dernier Schönburger mourut en 1719 ; les ruines revinrent à Kurtrier.

### XVIe siècle: Frédéric l'Ancien devient l'unique souverain

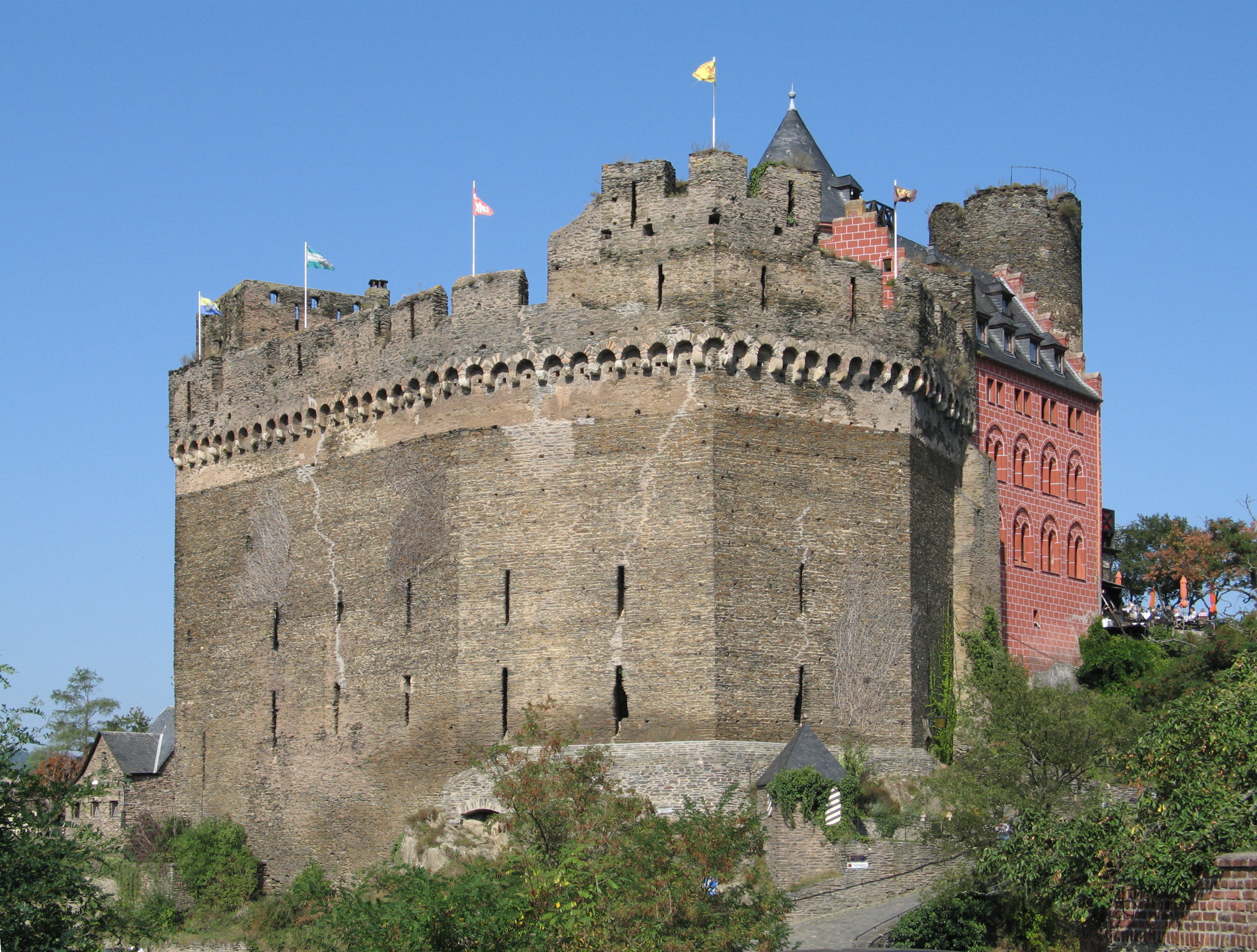
Le haut manteau du Schönburg

Adam von Schönburg auf Wesel était marié à Guda von Wallbrunn. Leur fils était Friedrich der Ältere von Schönburg auf Wesel. Son épitaphe dans l'église paroissiale d'Oberwesel porte l'inscription en latin :
« „Dem Friedrich von Schönburg, dem durch Klugheit und Seelengröße einzigartigen Mann, der auf der Schönburg über Wesel als einziger Besitzer lebte, was vor ihm viele Jahre niemandem gelungen war, teils weil alle anderen Besitzer verzichtet hatten oder verstorben waren, und der die Burg seinen Nachfahren hinterließ, ließen die Söhne Friedrich und Meinhard aus (kindlicher) Liebe (dieses Epitaph) errichten. Er starb am 21. Februar 1550 im Alter von 66 Jahren.“ »
Les deux fils mentionnés sont issus de son deuxième mariage avec Elisabeth von Langeln. Il épousa sa première femme, Agnès von Dienheim, en 1509. Elle mourut en 1518. L'épitaphe souligne que le grand Schönburg au-dessus de Wesel appartenait seul à Frédéric l'Ancien. Il avait profité de l'extinction d'autres lignées et s'était résigné envers son jeune frère Johann. Il avait également racheté les gages existants afin de devenir seul propriétaire du château.
L'un des deux fils était Friedrich le Jeune von Schönburg auf Wesel, qui épousa Clara von Franckenstein, fille de Georg von Franckenstein († 1531) et Clara von Sternenfels.
De ce mariage est né Simon Rudolph von Schönburg auf Wesel (* 1551), dont l'épitaphe se trouve dans la même église. La longue inscription rapporte que Simon Rodolphe est décédé le 16 janvier 1608 à l'âge de 56 ans, au château luxembourgeois du Montquintin. Le corps a été transporté à Oberwesel par sa veuve survivante, Magdalena von Naves († 1627), et leurs fils.

### XVIIe siècle: importance dans la guerre de Trente Ans

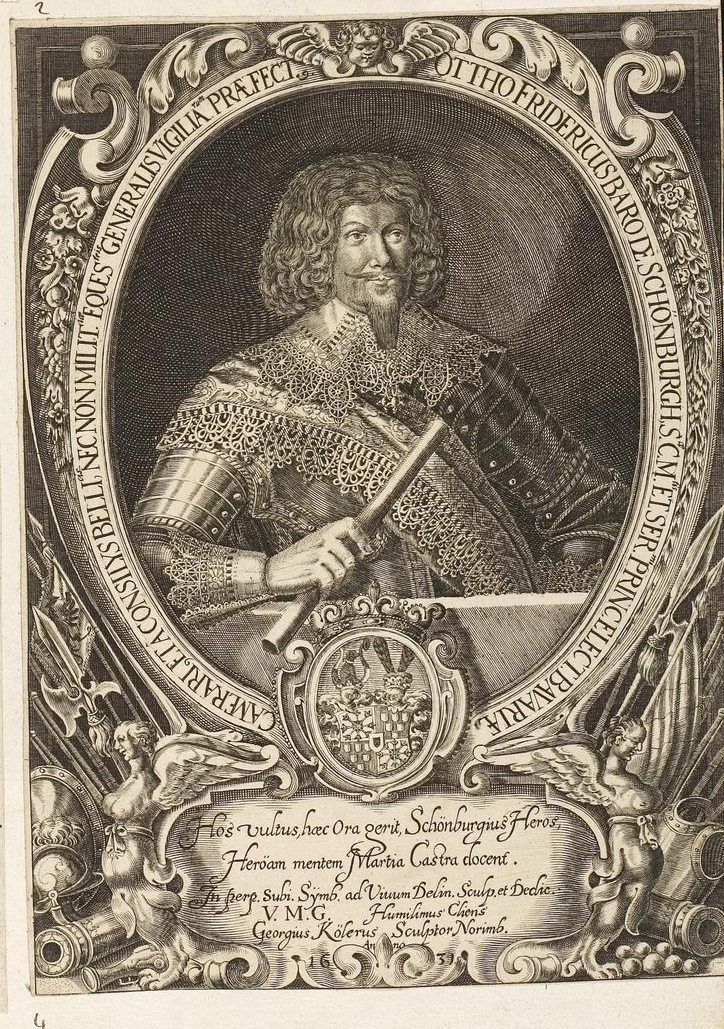
Baron impérial Otto Friedrich von Schönburg auf Wesel (* 1589; † 1631), Generalfeldzeugmeister

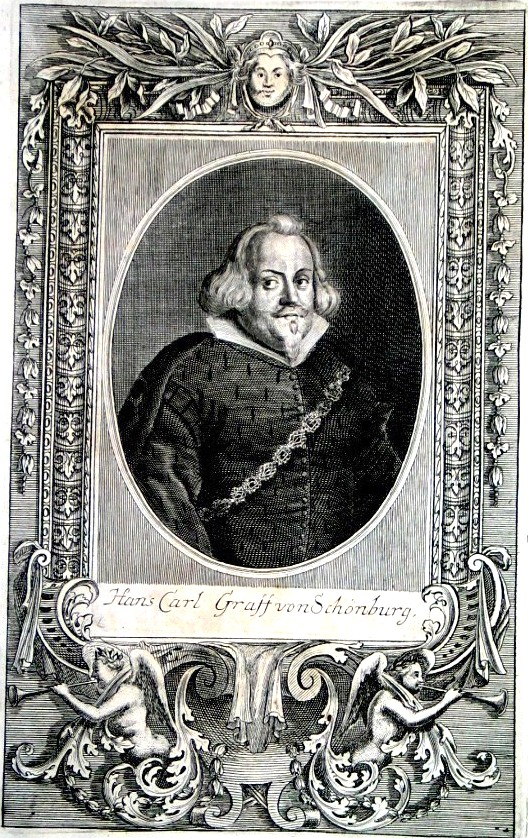
Graf Johann Karl von Schönburg auf Wesel (* vor 1591, † 1640)

Pendant la guerre de Trente Ans, Otto Friedrich était officier de la ligue catholique et accéda au rang de Generalfeldzeugmeister. Après que lui et son régiment assiègaient et capturaient Heidelberg en 1622, il participait à la bataille de Stadtlohn en 1623. En 1626, il participa à la prise de Münden, le Mündener Blutpfingsten. Après que Tilly l'ait déjà proposé comme major général de cavalerie cette année-là, il ne devint major général impérial qu'en 1631, succédant à Pappenheim. En 1629, il fut employé dans le cercle de Franconie pour mettre en œuvre l'édit de restitution. Ce n'est qu'en 1631 que ses cavaliers quittèrent cette partie de la Franconie. Les troupes de Schönburg prirent également part au siège et à la destruction de Magdebourg. Otto Friedrich tomba lors de la bataille de Breitenfeld en 1631. Le général décédé fut amené à Leipzig et enterré dans ce qui était alors la Barfüsserkirche.
L'un des neveux d'Otto Friedrich était Johann Eberhard Freiherr von Schönburg auf Wesel, colonel électoral bavarois et commandant de la garnison bavaroise d'Auerbach. En juin 1632, lui et 600 Croates envahirent Königstein via Hahnbach et pillèrent l'endroit, libérant finalement la ville de Pegnitz de deux régiments suédois.  Une grande partie des 13 compagnies, dont trois compagnies de dragons, furent dispersées aux quatre vents et certaines furent faites prisonnières. Peu de temps après, Johann Eberhard se rendit à Pottenstein avec toutes les troupes arrivées à Auerbach pour prendre Bayreuth.
Alors que le frère d'Otto Friedrich, Heinrich Eberhard, devint très jeune prévôt du stift Saint-Martin à Oberwesel, mais mourut à l'âge de 16 ans, le comte Johann Karl von Schönburg auf Wesel (* avant 1591, † 1640) reprit le pouvoir et s'éloigna du Herrenstand accède au rang de comte impérial et continue la lignée familiale. Le comte Johann Karl était conseiller impérial et Oberamtmann de Königstein. Il mourut à Madrid en 1640 et était deux fois marié : D'abord avec Anna Margareta von Cronberg († 1616), avec qui il eut deux fils Emanuel Maximilian Wilhelm et Johann Schweickard (* 1616 ; † 1617). Sa seconde épouse était Margareta Katharina Popel von Lobkowicz († Prague 1669). Le fils aîné Emanuel portait les titres de comte von Schönburg auf Wesel, grave de Montigny, de Malatour, de Holle et était marié à Magdalena Isabella Klara Eugenia von Cronberg († Luxembourg 1691) ; il mourut en 1682.
En 1717, Maria, fille héritière du dernier duc de Schomberg, épousa son parent Christoph Martin Graf von Degenfeld-Schonburg. Depuis lors, la Maison de Degenfeld porte le nom Degenfeld-Schonburg et les armoiries combinées.

## Armes

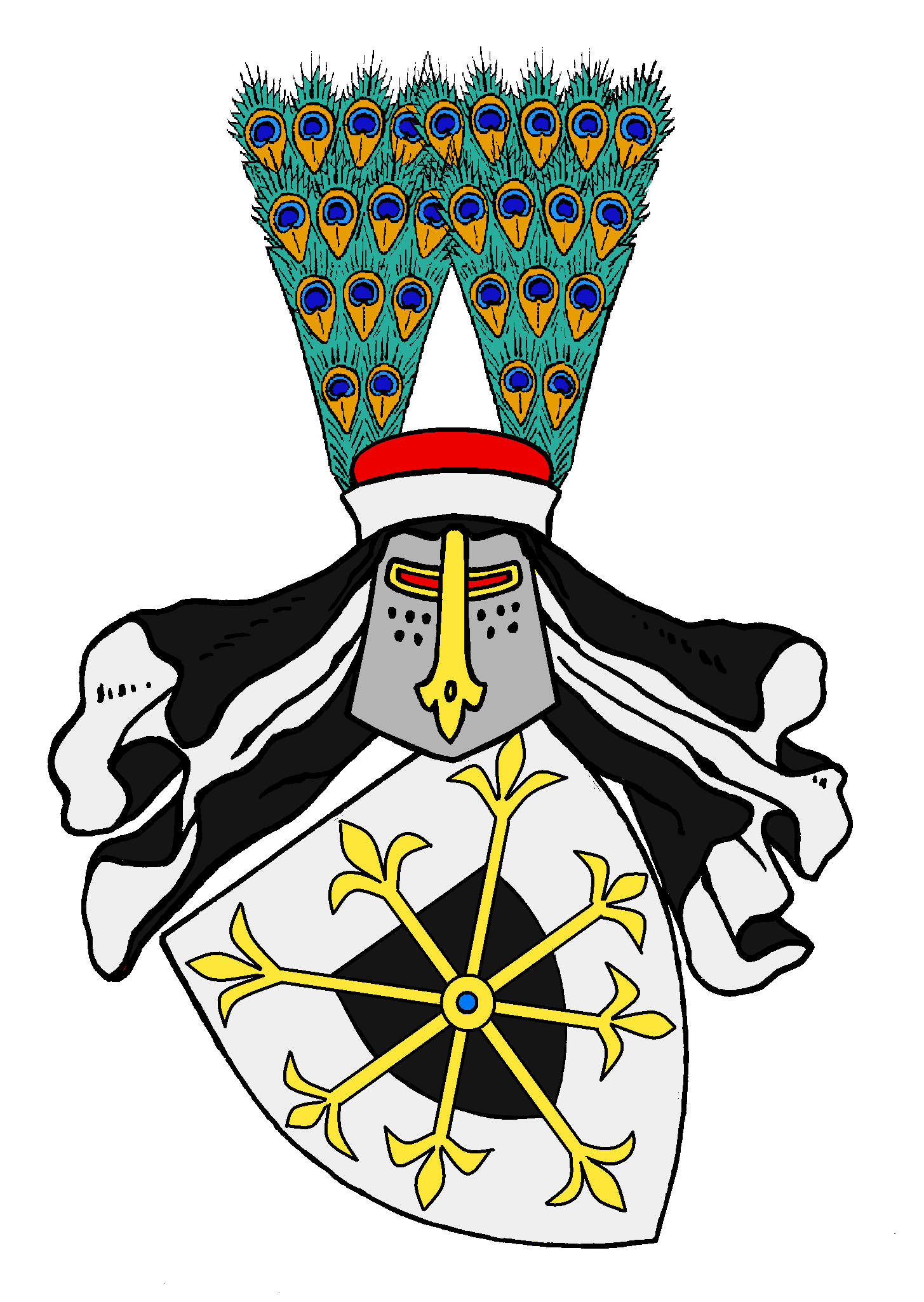
Armoiries de la famille de Schönburg (Schönberg) auf Wesel

Les armes de la famille de Schönburg (Schönberg) auf Wesel se blasonnent ainsi : ...

## Personnalités
- Friedrich der Ältere von Schönburg auf Wesel (* 1484 ; † 1550), Seigneur de Schönburg
- Meinhard von Schönberg (* 1530 ; † 1596), Maréchal du Palatinat électoral et Amtmann de Bacharach
- Hans Meinhard von Schönberg (* 1582 ; † 1616), noble et soldat allemand, hofmeister de Frédéric V du Palatinat.
- Otto Friedrich von Schönburg auf Wesel (* 1589 ; † 1631), Reichsfreiherr, Generalfeldzeugmeister
- Johann Karl von Schönburg auf Wesel (* vor 1591 ; † 1640), Reichsgraf, Kaiserlicher Rat et Oberamtmann in Königstein
- Johann Eberhard von Schönburg, Reichsfreiherr, Obrist pendant la Guerre de Trente Ans, Libérateur de la ville bavaroise de Pegnitz
- Frédéric-Armand de Schomberg (* 1615 ; † 1690), 1674 duc français, 1675 Maréchal de France, 1687 Général brandebourgeois et général britannique de 1688
- Herzog Ménard de Schomberg, Herzog de Leinster, (* 1641 ; † 1719), Général et chef militaire germano-français-britannique
- Herzog Karl von Schomberg (* 1645 ; † 1693) était un général d'origine allemande au service de divers messieurs.